# أعمال مرجع دورلاند الطبي
دورلاند (بالإنجليزية: Dorland's)‏ هو اسم علامة تجارية لمجموعة من الأعمال المرجعية الطبية والتي تتضمن (قاموس، كتب التهجئة، وبرامجالمدقق الإملائي الآلي) على شكل وسائط مختلفة والتي تتضمن (كتب مطبوعة، أسطوانات مضغوطة، ومواقع على الشبكة). المنتج الأساسي لهذه المجموعة هو معجم دورلاند الطبي الموضّح (الطبعة الثانية والثلاثون حاليًا) ومعجم دورلاند الطبي الكفي (الطبعة الثامنة والعشرون حاليًأ). القاموس الأساسي نشر لأول مرة عام 1890 باسم القاموس الطبي الأمريكي الموضّح، والذي كان يحوي 770 صفحة. النسخة الكفية كانت تسمى آنذاك القاموس الطبي الأمريكي الكفي ونشرت لأول مرة عام 1898، وتحوي أكثر من 500 صفحة.
مع موت المحرر ويليام ألكساندر نيومان دورلاند [الإنجليزية] في عام 1956، أُعيد تسمية هذه القواميس لتحمل اسمه. ظل القاموس الموضّح يكبر حتى بلغت عدد صفحاته 2208 صفحات في الطبعة الحادية والثلاثون.

## قائمة المنتجات

### أصول اللغة الإنجليزية (نشر بواسطة ساندرز)
- «المعجم الطبي الأمريكي الموضح» (حتى 1956م)
- «المعجم الطبي الأمريكي الكفي» (حتى 1956م)
- «معجم دورلاند الطبي الموضح» (حاليًا في طبعته الثانية والثلاثون)
- «معجم دورلاند الطبي الموضح» في أسطوانة مضغوطة
- «معجم دورلاند الطبي الموضح» على شبكة الإنترنت
- «معجم دورلاند الطبي الكفي» (حاليًا في طبعته السابعة والعشرون)
- «معجم دورلاند الطبي الكفي» في أسطوانة مضغوطة
- «قرص دورلاند المهجيء الطبي الاليكتروني» (في إصدارات مختلفة)
- «معجم دورلاند لكلمات الطب البديل» (2003) (ISBN 0-7216-9522-1)
- «معجم دورلاند لكلمات طب الأسنان» (2003) (ISBN 0-7216-9393-8)
- «معجم دورلاند لكلمات طب الأطفال» (2003) (ISBN 0-7216-9524-8)
- «معجم دورلاند لكلمات الطب النفسي» (2003) (ISBN 0-7216-9523-X)
- «معجم دورلاند لكلمات طب الأمراض الجلدية» (2002) (ISBN 0-7216-9526-4)
- «معجم دورلاند لكلمات المختبرات/علم الأمراض» (2002) (ISBN 0-7216-9525-6)
- «معجم دورلاند لكلمات المعدّات الطبية» (2002) (ISBN 0-7216-9521-3)
- «معجم دورلاند لكلمات علم الجهاز الهضمي المعوي» (2001) (ISBN 0-7216-9389-X)
- «معجم دورلاند لكلمات علم المناعة وعلم الغدد الصماء» (2001) (ISBN 0-7216-9392-X)
- «معجم دورلاند لكلمات علم النساء والولادة» (2001) (ISBN 0-7216-9391-1)
- «معجم دورلاند لكلمات طب العظمية» (2001) (ISBN 0-7216-9390-3)
- «معجم دورلاند لكلمات الجراحة التجميلية» (2001) (ISBN 0-7216-9395-4)
- «معجم دورلاند لكلمات علم القلبية» (2000) (ISBN 0-7216-9151-X)
- «معجم دورلاند لكلمات علم الأعصاب» (2000) (ISBN 0-7216-9078-5)
- «معجم دورلاند لكلمتا علم الأشعة/الأورام» (2000) (ISBN 0-7216-9150-1)
- «مهجيء دورلاند لطب الأسنان» (1994)
- «مهجيء دورلاند الطبي» (1992)
- «مهجيء دورلاند لعلم القلبية» (1992)
- «اختصارات دورلاند الطبية» (1992)

### النسخ المترجمة المنشورة عن طريق الشركاء
بالإضافة إلى إصدارات ساندرز الإنجليزية، تم إصدار عدد من النسخ المترجمة حول العالم. القائمة أدناه تحوي آخر الإصدارات المترجمة للمنتج الرئيسي قاموس دورلاند الطبي الموضح واللغة المترجم إليها الإصدار، واسم الناشر:
- الصينية (الطبعة الثامنة والعشرون)-Xi'an World Publishing Corp., Xi'an, China
- الأندونيسية (الطبعة السادسة والعشرون)-E.G.C. Medical Publishers, Jakarta, Indonesia
- الإيطالية (الطبعة الثامنة والعشرون)-Edizioni Scientifiche Internazionali (ESI), Milan, Italy
- اليابانية (الطبعة الثامنة والعشرون)-Hirokawa Publishing Company, Tokyo, Japan
- البرتغالية (الطبعة الثامنة والعشرون)-Editiora Manole Ltda., São Paulo, Brazil
- الإسبانية (الطبعة الثلاثون)-Elsevier España, S.A., Madrid, Spain
- الفيتنامية (الطبعة الثلاثون)—Medical Publishing House One Member Company Limited, Hanoi, Vietnam

## الناشر
إصدارات دورلاند نشرت خلال هذا القرن عن طريق شركة ساندرز للنشر [الإنجليزية]، والتي كانت ناشر للمنشورات الطبية معظم الوقت. في الثمانينات والتسعينات، كانت ساندرز مستحوذة من قبل سي بي إس ثم بعد ذلك استحوذت من قبل هاركورت [الإنجليزية] للنشر. حاليًا تم استيعاب الشركة ضمن مجموعة إلزفير، وبقي الاسم ساندرز مستخدمًا كبصمة للإصدارات.

## وصلات خارجية
- موقع دورلاند الرسمي
- صفحة إلزفير لإصدار «قاموس دورلاند الطبي الموضح، النسخة الحادية والثلاثون»